# 郑道邕
郑道邕（？—？），字孝穆，晚年避周武帝宇文邕讳，以字行，荥阳郡开封县（今河南省开封市祥符区）人，出自荥阳郑氏北祖第三房，曹魏将作大匠郑浑十一世孙，北魏、西魏、北周官员。

## 生平
郑道邕的祖父郑敬叔是北魏颍川郡濮阳郡二郡太守、荥阳郡中正，父亲郑琼是北魏范阳郡太守，死后被赠予安东将军、青州刺史。郑道邕从小就严谨厚重，以清静自守而自居，还未到二十岁，就涉猎经书和史书。郑道邕的父亲和叔叔一共四人都很早去世，郑道邕在同祖父的堂兄弟中年纪最大，对于四家的弟弟们加以抚养教育，就好像对待同母的兄弟一样，家庭之中都和悦愉快。北魏孝昌初年，郑道邕以太尉行参军为起家官，转任司徒主簿，此时盗贼像蜂群一样纷纷而起，郑道邕出任假节、龙骧将军、别将，多次立下战功。永安年间，郑道邕改任冠军将军、持节、都督，跟随元天穆讨平邢杲，升任骠骑将军、左光禄大夫、太师咸阳王长史。魏孝武帝元修西迁时，郑道邕跟随入关，出任司徒左长史，兼任临洮王友，获赐永宁县侯的爵位。  
西魏大统五年（539年），郑道邕代理武功郡太守，改任使持节、骠骑将军，代理岐州刺史、岐州都督，在任没多久就有能干的名声，朝廷以其本官加通直散骑常侍。当时王罴担任雍州刺史，钦佩郑道邕的良好政绩，派遣使者送去书信，极力加以赞赏。郑道邕所管理的岐州百姓先前长期遭受战乱流离失所，饥荒连续不断，几乎全逃散了，郑道邕到任之时，当地只有三千户人家。郑道邕努力安定抚慰老百姓，远近之人纷纷前来定居，数年之间，户口增长到四万家。每年考核官员政绩，郑道邕都是全国第一。宇文泰赞美郑道邕，赐给他的书信中说：“知道您在京畿附近任职，留心治理政务之术。革除凋敝的风俗，使礼教兴起而盛行，害怕战乱的百姓，携老扶幼纷纷归附。昔日郭伋在并州行善政，贾琮在冀州受到极大的赞誉，以他们和你相比，他们都要觉得惭愧。”于是征召郑道邕担任京兆尹。
大统十五年（549年），南梁雍州刺史、岳阳王萧察自称藩属归附西魏，当时朝廷议论派遣使者前去，大范围的挑选人。宇文泰对着内外大臣一一查看，没有超过郑道邕的。大统十六年（550年），西魏以郑道邕代理散骑常侍，持节与荣权前往策拜萧察为梁王。郑道邕出使返回后，因为符合旨意，晋升为车骑大将军、仪同三司，加散骑常侍。当年，宇文泰亲自领兵东征，任命郑道邕担任大丞相府右长史，封金乡县男，食邑二百户。西魏军队到达潼关后，宇文泰命令郑道邕和左长史长孙俭、司马杨宽、尚书苏亮、谘议刘孟良等人分别掌管各方面的事务，并命令郑道邕负责接待关东前来归附的人士，鉴定他们的才智和德行分别任用，郑道邕安抚招纳、品评任用的工作做的很得当。大将军达奚武领兵进攻汉中郡，郑道邕被任命为梁州刺史，因为患病没有到任，出任中书令，赐姓宇文氏，不久因为患病免去官职。
周孝闵帝宇文觉登基后，郑道邕出任骠骑大将军、开府仪同三司，爵位晋升为子爵，增加食邑总计一千户。晋公宇文护担任雍州牧时，征召郑道邕担任别驾，郑道邕以生病为由坚决推辞。北周武成二年（560年），郑道邕获征召出任御伯中大夫，又转任御正。保定三年（563年），郑道邕外任宜州刺史，转任华州刺史，保定五年（565年），担任虞州刺史，又转任陕州刺史。郑道邕频繁的在几个州担任刺史，都有政绩，后因为疾病加重，多次申请辞官，朝廷将他调回京城担任少司空，在任内去世，虚岁六十，朝廷赠予郑道邕原本的官职少司空，加赠郑梁北豫三州刺史，谥号贞  。
郑道邕的儿子郑译有拥立隋文帝杨坚登上皇位的功劳，开皇初年，又追赠郑道邕大将军、徐兖等六州刺史，改谥号文。

## 其他
裴宽父母去世后，抚养弟弟以深厚友爱而知名，郑道邕经常对堂弟郑文直说：“裴宽兄弟之间，天伦深厚和睦，是人之表率，我喜爱他们敬重他们，你可以与他们交游相处。”
郑道邕是一位佛教徒。

## 家族

### 夫人
- 李稚媛，出自赵郡李氏东祖，北魏征东将军、扬州刺史、淮南大都督、濮阳文静伯李宪第五女[18]，封常山郡君，加封沛国太夫人[19]

### 子女
- 郑诩，开府仪同三司、大将军、邵州刺史、金乡县子
- 郑译，隋朝上柱国、岐州刺史、莘达公
- 郑诚，北周大将军、开封县公
- 郑诠，唐朝蜀郡太守、许昌县伯[19]
- 郑氏，嫁北周小冢宰、江陵总管、安昌公元则，封荥阳郡君，追赠安昌国夫人[20]

## 延伸阅读
[在维基数据编辑]
 《周書·卷35》，出自令狐德棻《周書》
 《北史·卷035》，出自李延壽《北史》